# Редмэйн, Эндрю
Эндрю Редмэйн (англ. Andrew Redmayne; 13 января 1989, Госфорд, Австралия) — австралийский футболист, вратарь клуба «Сидней» и сборной Австралии.

## Биография

### Клубная карьера
Воспитанник Института спорта Нового Южного Уэльса и Австралийского института спорта. Профессиональную карьеру начинал в команде АИС в Премьер-лиге штата Виктория, где за два сезона провёл 17 матчей. В 2008 году подписал контракт с клубом «Сентрал Кост Маринерс», в составе которого дебютировал в Эй-лиге, сыграв два матча в сезоне 2008/09 и один матч в сезоне 2009/10. В 2010 году подписал контракт с «Брисбен Роар», в его составе дважды стал чемпионом Австралии, при этом сыграв за команду только два матча, по одному в каждом из сезонов.
В последующих клубах получал больше игровой практики. С 2012 по 2015 год отыграл три сезона в составе клуба «Мельбурн Сити», сезон 2015/16 и первую часть сезона 2016/17 провёл в «Уэстерн Сидней Уондерерс». 2 января 2017 года подписал контракт с клубом «Сидней». В оставшейся части сезона 2016/17 сыграл за клуб только один матч, но выиграл с командой чемпионат Австралии. Начиная со следующего сезона стал основным вратарём команды. В 2018 году с составе «Сиднея» дебютировал в Лиге чемпионов АФК. По итогам сезона 2019/20 признан лучшим вратарём чемпионата Австралии.

### Карьера в сборной
В составе сборной Австралии до 19/20 лет Редмэйн стал победителем юношеского чемпионата АСЕАН 2008 и бронзовым призёром юношеского чемпионата Азии 2008. Также сыграл в одном матче на чемпионате мира среди молодёжных команд 2009, где Австралия не набрала очков.
За основную сборную Австралии дебютировал 7 июня 2019 года, отыграв 90 минут в товарищеском матче против Южной Кореи.

## Достижения

### Командные
«Брисбен Роар»
- Чемпион Австралии (2): 2010/11, 2011/12

«Сидней»
- Чемпион Австралии (3): 2016/17, 2018/19, 2019/20
- Обладатель Кубка Австралии: 2017

Австралия U-19
- Победитель юношеского чемпионата АСЕАН: 2008
- Бронзовый призёр юношеского чемпионата Азии: 2008

### Личные
- Лучший вратарь чемпионата Австралии в сезоне 2019/20